# Cachoeira Invernada
A Cachoeira Invernada é uma queda d'água localizada no Parque Nacional da Chapada Diamantina, nas cidades brasileiras de Itaetê e Andaraí, região central da Bahia. 
Fica localizada a cerca de 40 quilômetros da sede municipal de Itaetê e possui aproximadamente sessenta metros de queda. Na trilha de acesso é possível ver-se inscrições rupestres.
A trilha par a cascata se faz a partir do povoado de Rosely Nunes, numa extensão de 6 quilômetros, e a queda d'água forma um amplo poço com cerca de 65 metros de diâmetro, propício ao banho.
Integra a sub-bacia hidrográfica do rio Una, e como as demais cachoeiras desse sistema como a Véu de Noiva, Herculano, Manoel Messias e outras, os processos de formação morfogenéticos superam os pedogenéticos. Todas guardam grande beleza cênica e alto potencial turístico por aqueles que buscam um maior contato com a natureza.